# 鳴門わかめ
鳴門わかめ（なるとわかめ）は、徳島県鳴門市周辺の地域で収穫されるワカメのブランド名。

## 概要
鳴門海峡を挟んだ徳島県および淡路島沿岸で収穫されるワカメを指す。鳴門の渦潮に代表される激しい潮流のなかで育つため、通常のワカメよりも歯ごたえがあり、鮮やかな緑色なのが特徴である。徳島を代表する名産品の1つで、プライドフィッシュの1つに挙げられている。
徳島県は2014年（平成26年）10月に『徳島県鳴門わかめ認証制度』を創設。適正な食品表示と加工履歴管理を備えた加工業者であることを徳島県が認定するものだが、制度に強制力はなく、2021年（令和3年）4月時点で県内加工業者288業者中23社が認定を受けるに留まり、県外業者は制度の対象外となっている。
「鳴門わかめ」という名称は徳島県漁業協同組合連合会が地域団体商標として出願し、2008年（平成20年）1月に登録された。しかし、「鳴門わかめ」として出荷されるわかめのうち3割前後は淡路島で生産されており、「徳島県の商標」として登録されたことに対して淡路島を中心とする兵庫県の5つの漁協が異議を申し立て、翌2009年（平成21年）7月に商標が取り消された。これは登録された地域団体商標が取り消された最初の例となった。

## 歴史と生産量
鳴門わかめの歴史は古く、天平時代や平安時代に阿波の貢物として朝廷に献上されていたとの文献も見つかっている。現在では三陸地方に次ぐ主要産地で、都道府県別に見ると徳島県の生産量は全国で3位である。2011年（平成23年）には東日本大震災により最大産地の三陸地方が被災したことで三陸わかめの生産量が大きく減少し、相対的に生産割合の増えた徳島県が生産量で1位になった。
昭和中頃までは天然わかめが大部分を占めていたが、1963年（昭和38年）から鳴門市と阿南市の一部で養殖へと移行し、1974年（昭和49年）には養殖の経営体数が800、収穫量は15500トンに達した。その後は経営体数自体が徐々に減少し、温暖化による水温上昇の影響もあり、2016年（平成28年）には収穫量が全盛期の4割程度の5946トンまで落ち込んだ。こうした事態に徳島県では2012年（平成24年）から品種改良を進めている。

## 産地偽装事件
鳴門わかめでは2008年（平成20年）の発覚以降、産地偽装発覚が相次いだ。以下は事件に関する一連の経緯である。
- 2008年（平成20年）
  - 1月21日 - 「鳴門わかめ」として出荷された商品に韓国や中国産のワカメが混入していたとして、徳島県は鳴門市内の加工業者2社に不適正な表示を是正するよう指示。2社のうち1社の社長は日本わかめ協会の会長を務めており、同社長が経営していた別会社も偽装に関わっていたとして厳重注意を受けた[11]。
  - その後の徳島県による調査で、偽装が確認されたのは13社に及んだ[12]。県は不正を監視するために、商品の抜き打ち検査や食品表示Gメンを導入[12]。
  - 産地偽装事件への対策を目的として、鳴門市内の加工業者は「鳴門わかめブランド回復緊急対策部会」を、市外の加工業者は「鳴門わかめブランド回復対策会議」をそれぞれ発足した[13]。加工業者2団体に県漁連や生産者の代表を加え、信頼回復のため「偽装が発覚すれば自主廃業する」旨を含めた『鳴門わかめ信頼回復のための協定書』を結んだ[13][14]。
- 2009年（平成21年）
  - 6月 - 「鳴門わかめブランド回復緊急対策部会」は「鳴門わかめブランド対策部会」に名称を変更[15]。
  - 7月22日 - 鳴門市内の加工業者（以下「加工業者A」）が中国産ワカメを「鳴門産」と記載したとして、徳島県から不適正な表示を是正するよう指示[16]。
- 2010年（平成22年）
  - 5月9日 - 加工業者Aの前社長が徳島県警により不正競争防止法違反で逮捕[17]。
  - 7月22日 - 理研ビタミンが鳴門市内のワカメ業者から仕入れた原料のわかめが、産地偽装されていた疑いが強いことから商品回収を発表[18]。
  - 9月16日 - 加工業者Aの前社長に徳島地方裁判所で懲役2年・執行猶予5年の判決が下される[19]。
- 2011年（平成23年）
  - 6月 - 鳴門市内の加工業者（以下「加工業者B」）が伝票などを適切に保管していなかったとして、徳島県から行政指導を受ける[12]。
- 2012年（平成24年）
  - 11月 - 徳島県は加工業者Bに2度目の行政指導[12]。
- 2014年（平成26年）
  - 1月27日 - 徳島県は加工業者Bを刑事告発、県警により加工場が家宅捜索を受ける[12]。
  - 同日 - 徳島県は加工業者や生産者を集めた緊急の対策会議を開催。加工業者Bは「鳴門わかめブランド対策部会」に加盟していなかったことから、生産者側は対策部会や県に「会員とそれ以外の区別が一目でわかるようにして欲しい」と要望。対策部会は、生産者が発行する産地証明書について発行を依頼しない加工業者もいることから、産地証明のために徹底するよう部会員に呼びかけるとした[12]。
  - 5月28日 - 徳島県警は加工業者Bの代表者と社員2名を逮捕[20]。
  - 10月 - 徳島県が、加工履歴を適正に管理している加工業者を県が認定する『徳島県鳴門わかめ認証制度』を設ける[5]。
- 2015年（平成27年）
  - 11月2日 - 徳島県が鳴門市の加工業者（以下「加工業者C」）に対して是正指示[21]。
  - 11月6日 - 加工業者Cが、徳島県の聞き取りに対して出荷先などについて虚偽の回答をしていたことがGメンの調査で発覚[21]。
  - 12月8日 - 徳島県は悪質性が高いと判断した加工業者Cを刑事告発。県警により代表者の自宅が家宅捜索を受ける[21]。
  - 同日 - 加工業者による外国産わかめを使用した生産量の水増しを防ぐため、鳴門市の関係部署は養殖業者に生産履歴票の作成・保管を求めることを申し合わせた[22]。
- 2016年（平成28年）
  - 1月29日 - 徳島県が鳴門市内の加工業者（以下「加工業者D」）に是正指示[15][23]。同社は事件の発端となった2008年（平成20年）の最初の調査で厳重注意を受けており、「鳴門わかめブランド対策部会」の部会長が専務を務めていた[23]。
  - 2月10日 - 部会長による偽装事件を受けて「鳴門わかめブランド対策部会」の臨時総会が開催。信頼を失った部会を維持したままの信頼回復は困難と判断が示され、同日付での解散を決定した[15]。
  - 2月12日 - 新しい組織設立のため、鳴門市の加工業者の呼びかけにより鳴門市と徳島市の計4社が徳島市内で発足準備会を開催。「鳴門わかめブランド回復対策会議」の解散を決定するとともに、『徳島県鳴門わかめ認証制度』の認証を受けている加工業者による「鳴門わかめ認定業者連絡会議」を近く設立することを決定[24]。
  - 2月15日 - 徳島県は加工業者Dを刑事告発。対策部会の部会長による度重なる偽装であり、悪質と判断されたためである。県警により経営者自宅・倉庫・加工場などが家宅捜索を受ける[23]。
  - 2月18日 - 「鳴門わかめ認定業者連絡会議」が発足。偽装事件を巡って初めて生産者と加工業者が連携を図り、その時点で『徳島県鳴門わかめ認証制度』の認証を受けていた18社のうち12社が参加した[24][25]。
  - 9月 - 加工業者Cの代表者とその長男が徳島地方検察庁に書類送検[26]。
  - 11月25日 - 徳島県は『徳島県鳴門わかめ認証制度』普及のため、申請に必要な加工履歴記録を簡易化するためのアプリの開発を発表[27]。
- 2017年（平成29年）
  - 6月1日、加工履歴作成支援アプリ「わかめ管理」が公開される[28]。
  - 6月10日 - 加工業者Cの代表者とその長男が、徳島地方裁判所で懲役8月・執行猶予3年の判決が下される[29]。
- 2022年（令和4年）
  - 11月29日 - 中国産ワカメを「鳴門産」と表示・販売したとして徳島県が徳島市の食品卸売業者の経営者を告発[30][31]。